# 1990 en combiné nordique
| Années du combiné nordique : 1987 - 1988 - 1989 - 1990 - 1991 - 1992 - 1993    |
| Décennies du combiné nordique : 1960 - 1970 - 1980 - 1990 - 2000 - 2010 - 2020 |

Cette page reprend les résultats de combiné nordique de l'année 1990.

## Coupe du monde
La Coupe du monde 1990 fut remportée par l'Autrichien Klaus Sulzenbacher devant le Soviétique Allar Levandi, qui par la suite courra pour l'Estonie ; le Norvégien Knut Tore Apeland est troisième.

### Coupe de la Forêt-noire
La coupe de la Forêt-noire 1990 fut annulée.

### Festival de ski d'Holmenkollen
L'épreuve de combiné de l'édition 1990 du festival de ski d'Holmenkollen fut remportée par le Soviétique Andrej Dundukov
devant l'Allemand Thomas Abratis et le Norvégien Trond Einar Elden.

### Jeux du ski de Lahti
L'épreuve de combiné des Jeux du ski de Lahti 1990 fut remportée par le coureur norvégien Knut Tore Apeland devant le Soviétique d'origine estonienne Allar Levandi et l'Autrichien Klaus Sulzenbacher.

### Jeux du ski de Suède
L'épreuve de combiné des Jeux du ski de Suède 1990 se courut à Örnsköldsvik. Elle fut remportée par le coureur autrichien Klaus Sulzenbacher devant le norvégien Fred Børre Lundberg. Le Soviétique Allar Levandi se classe troisième.

## Coupe du monde B
La première épreuve de la toute première Coupe du monde de B eut lieu le 16 décembre à Planica (Slovénie). Elle fut remportée par l'Allemand Thomas Dufter devant son compatriote Thomas Donaubauer. Le Polonais Stanisław Ustupski est troisième.

## Championnat du monde juniors
Le Championnat du monde juniors 1990 a eu lieu à Štrbské Pleso, en République tchèque.
Il a couronné le champion en titre, le Norvégien Trond Einar Elden. Il s'impose devant l'Allemand Falk Schwaar, suivi par le Français Christophe Borello.
L'épreuve par équipes a vu celle de Norvège s'imposer. Elle était composée de Halldor Skard, Bjarte Engen Vik et Trond Einar Elden. L'équipe tchécoslovaque (Milan Kučera, Jiri Hradil & David Šojat) est deuxième devant l'équipe d'Allemagne (Enrico Heisig, Falk Schwaar & Falk Weber).

## Championnats nationaux

### Championnats d'Allemagne
Les résultats du championnat d'Allemagne de combiné nordique 1990 manquent.

### Championnat d'Estonie
Le Championnat d'Estonie 1990 n'a pas eu lieu.

### Championnat des États-Unis
Le championnat des États-Unis 1990 s'est tenu à Steamboat Springs, au Colorado. Il a été remporté par Dan O'Meara.

### Championnat de Finlande
Les résultats du championnat de Finlande 1990 manquent.

### Championnat de France
Le championnat de France 1990 n'a pas eu lieu.

### Championnat d'Islande
Le championnat d'Islande 1990 n'a pas eu lieu.

### Championnat d'Italie
Le championnat d'Italie 1990 a vu trois Andrea occuper son podium : il fut remporté par Andrea Cecon devant Andrea Bezzi et Andrea Longo.

### Championnat de Norvège
Le championnat de Norvège 1990 a vu la victoire de Trond-Arne Bredesen devant Trond Einar Elden et Knut Tore Apeland.
L'épreuve par équipes a été remportée par celle du Nord-Trøndelag, composée par Bård Jørgen Elden, Hallstein Bøgseth et Erlend Gystad.

### Championnat de Pologne
Le championnat de Pologne 1990 fut remporté, comme les deux années précédentes, par Stanisław Ustupski, du club Wisła-Gwardia Zakopane.

### Championnat de Suède
Le championnat de Suède 1990 a distingué Tomas Nordgren, du club Bollnäs GIF (sv), club qui fut également le club champion.

### Championnat de Suisse
Organisé à Kandersteg, le Championnat de Suisse 1990 a couronné Hippolyt Kempf devant Markus Wüst et Fredy Glanzmann.